# Pavillon de la Splendeur
Le pavillon de la Splendeur (en vietnamien: Hiển Lâm Các; littéralement pavillon de la Splendeur bienveillante venue d'En-Haut) est un pavillon de la Cité impériale de Hué au Viêt Nam. Sa façade de bois gravé est particulièrement élégante.

## Historique
Le pavillon a été construit de 1821 à 1824 pour l'empereur Minh Mang du côté méridional de la cour du temple des Générations auquel il fait face avec ses neuf urnes dynastiques. 
C'est un pavillon à triple toiture qui rend hommage aux mandarins ayant aidé la dynastie Nguyen à retrouver son trône en 1802. Le pavillon de la Splendeur peut être considéré comme un monument élevé en hommage à tous ceux qui ont aidé les Nguyễn à établir leur dynastie. Le temple dynastique est dédié aux rois, tandis que les pavillons Ta Huu etTung Tu à côté du pavillon de la Splendeur, sont dédiés aux mandarins. 
Ses bords à pans légèrement relevés évoquent l'architecture chinoise, d'un empire que l'empereur vietnamien voulait imiter.
L'édifice a été récemment restauré par  des équipes polonaises.

## Description

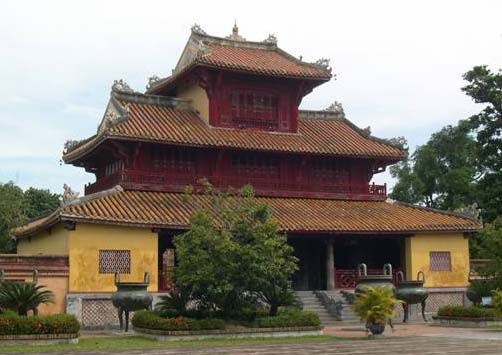
Vue du pavillon de la Splendeur

Situé au milieu de la Cour du Temple dynastique et au sud-est de la Cité impériale, le pavillon de la Splendeur est un bâtiment très élégant. Construit en même temps que le temple dynastique, ce pavillon possède deux étages. Il fut construit sur un terrain rectangulaire. 
Le Pavillon de la Splendeur mesure 17 m de hauteur, 21 m de long sur 13 m de large, pour une superficie totale de 300 m2 avec les deux appentis. Au rez-de-chaussée, on trouve trois pièces, trois autres au premier étage et une seule au deuxième.
Devant (au sud) et derrière (au nord), il y a deux escaliers de 9 marches chacun donnant sur la cour du temple dynastique. Chaque escalier est sculpté de deux dragons qui divisent les escaliers en trois, le couloir central étant réservé au roi.
Le plancher du rez-de-chaussée est dallé en briques de Bat Trang. Les pièces et les appentis sont faits de brique et protégés par une couche de mortier. Chaque mur est percé d’une fenêtre ornée de briques décoratives de même style. Les trois compartiments du milieu sont ouverts et ornés de balustrades et d’incrustations en bois. 
Toute la charpente est sculptée d’élégants et remarquables motifs de fleurs, de lianes ou d’animaux.
Par égard pour sa signification divine, la dynastie des Nguyễn avait interdit de construire dans la citadelle des bâtiments plus hauts que le pavillon de la Splendeur.